# 塔勞阿卡
08°09′39″S 70°45′57″W / 8.16083°S 70.76583°W

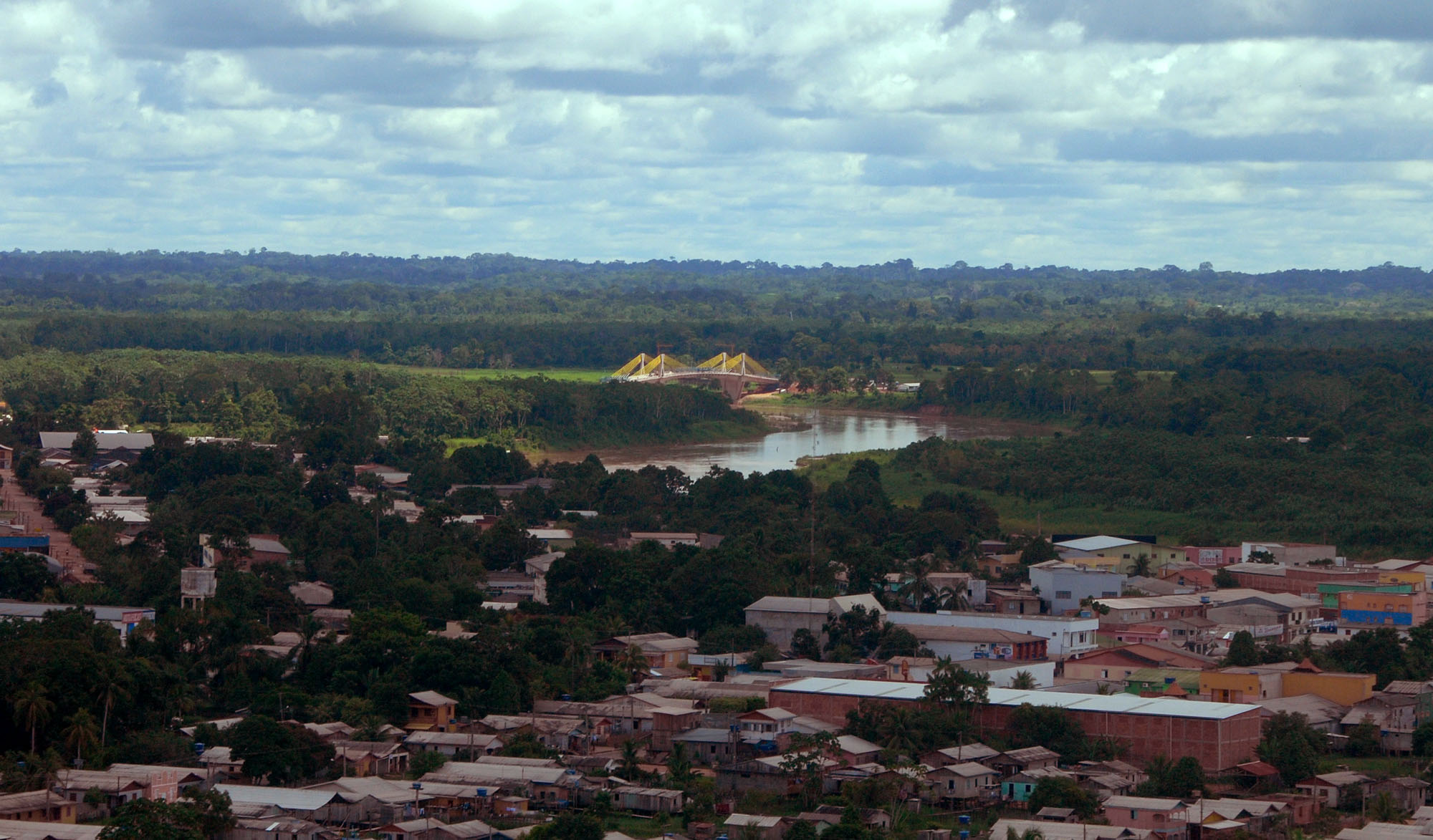
塔勞阿卡

塔勞阿卡（葡萄牙語：Tarauacá），是巴西的城鎮，位於該國西北部，由阿克里州負責管轄，始建於1907年1月1日，面積6,005平方公里，海拔高度168米，2012年人口36,763，人口密度每平方公里2.36人。